# Róża Luksemburg (film)
Róża Luksemburg (niem. Die Geduld der Rosa Luxemburg) – niemiecko-czechosłowacki dramat biograficzny z 1986 roku w reżyserii Margarethe von Trotty, poświęcony postaci Róży Luksemburg.
Wielokrotnie wyróżniany film M. von Trotty, opowiadający historię życia polskiej i niemieckiej socjalistki, a zarazem kreślący wnikliwy obraz społeczno-ekonomicznej sytuacji Niemiec w epoce wilhelmińskiej. Łącząc konwencję fabularną z paradokumentem, twórczyni pragnęła ukazać również całkiem prywatną stronę burzliwego życia działaczki zgładzonej w 1919 r. przez oficerów prawicowego Freikorps. Film miał pierwotnie realizować Rainer Werner Fassbinder, zamierzając obsadzić w roli tytułowej Jane Fondę (która wiążąco przyjęła propozycję), lecz projekt ten zniweczył zgon reżysera w 1982 r. Premiera odbyła się w kinie „Metropolis” w Bochum.

## Fabuła
Od pozorowanej egzekucji w więzieniu we Wronkach (1916 r.), gdzie bohaterka przebywa po aresztowaniu członków Związku Spartakusa, film raz po raz retrospektywnie przypomina zdarzenia z lat minionych, poczynając od wyjazdu 34-letniej Róży do zrewoltowanej Warszawy 1906 roku. Von Trotta wertując życie rewolucjonistki, ukazuje jej pracę partyjną i kolejne związki miłosne, a zwłaszcza związek z Leonem Jogichesem, kiedy to działalność polityczna zderza się konfliktowo z osobistymi relacjami obojga. Zakończenie wojny i przejęcie władzy przez socjaldemokratów przynosi bohaterce uwolnienie, choć nie na długo. Wbrew jej sprzeciwom Liebknecht zbyt szybko wiedzie komunistów do konfrontacji podczas rewolucji listopadowej i oboje spotyka kolejne aresztowanie. W zakończeniu (1919 r.) film ukazuje Luksemburg w ostatnich miesiącach życia: wyczerpaną i złamaną, zaszczutą i ściganą, a wreszcie zastrzeloną i utopioną w berlińskim Kanale Landwehry.

## Obsada
- Barbara Sukowa – Róża Luksemburg
- Daniel Olbrychski – Leon Jogiches
- Otto Sander – Karl Liebknecht
- Adelheid Arndt(inne języki) – Luise Kautsky(inne języki)
- Jürgen Holtz(inne języki) – Karl Kautsky
- Doris Schade(inne języki) – Klara Zetkin
- Hannes Jaenicke – Kostja Zetkin(inne języki)
- Jan Paweł Biczycki – August Bebel
- Míla Myslíková – Julie Bebel
- Karin Baal(inne języki) – Mathilde Jacob(inne języki)
- Winfried Glatzeder – Paul Levi
- Regina Lemnitz(inne języki) – Gertruda

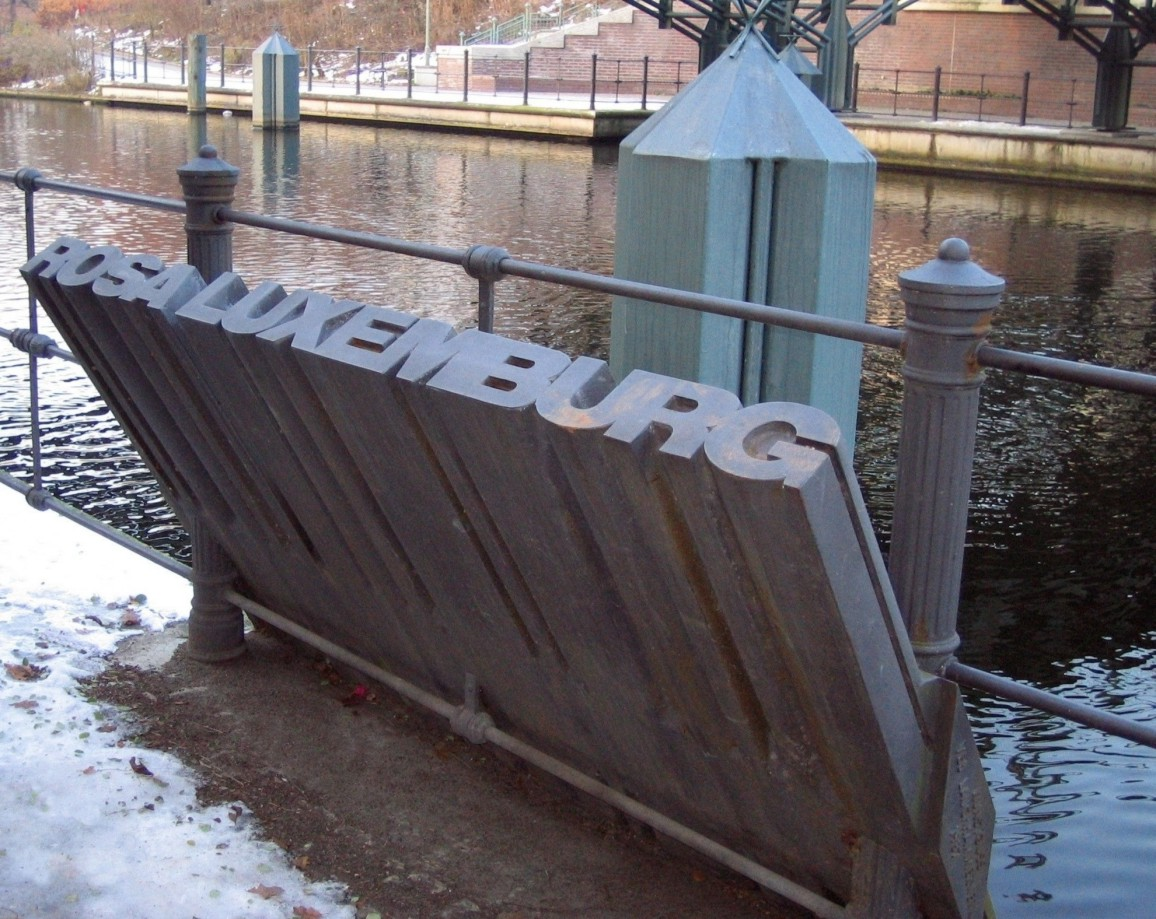
Miejsce utopienia zwłok R. Luksemburg nad Kanałem Landwehry

- Barbara Kwiatkowska-Lass – matka Róży
- Dayna Drozdek – Róża w wieku sześciu lat
- Henryk Baranowski – Józef, brat Róży
- Patrizia Lazreg – córka Józefa
- Charles Régnier(inne języki) – Jean Jaurès
- Hans-Michael Rehberg(inne języki) – Waldemar Pabst(inne języki)
- Hans Beerhenke(inne języki) – Ignaz Auer(inne języki)
- Klaus Abramovsky – Artur Stadthagen
- Charles Brauer(inne języki) – dyrektor więzienia we Wrocławiu
- Oldřich Vlach – dyrektor więzienia w Warszawie

## Opinie o filmie
„Lexikon des internationalen Films”: Ta ostrożna a emocjonalna biografia kobiety zwraca mniej uwagę na oprawę historyczną, bardziej zaś przybliża przede wszystkim osobiste racje aktywności politycznej. Poruszający inscenizacją, grą aktorów i zdjęciami, film przemawia także treściowo jako refleksja zarówno nad odwagą cywilną i niezłomnym morale politycznym, jak i nad śmiałością utopijnego myślenia.
„Der Spiegel” nr 15/07.04.1986 (Cora Stephan): Film wyzwala ogromną siłę emocjonalną. Ta Róża Luksemburg (w wykonaniu Barbary Sukowej) przyciąga i zniewala, pozostawiając jednak także w bezradności. Taka jest wizja reżyser, która stwarza szczególny urok tego filmu, a zarazem sprowadza go na nice. Margarethe von Trotta nie pracowała nad tworzeniem legendy. Nie wdaje się w polemiki z różnymi punktami widzenia, nic nie wyjaśnia, niczego nie tłumaczy. Pozwala przemawiać samej Róży Luksemburg. Podstawą większości scen i dialogów jest bowiem 2500 jej listów do znajomych i współtowarzyszy. Film wykorzystuje jedynie to, co można udokumentować w ten sposób; jest radykalny i subiektywny, przy czym wierny tylko jednej prawdzie – pochodzącej właśnie od Róży Luksemburg.

## Nagrody
- 1986 – Nagroda dla najlepszej aktorki (Barbara Sukowa) na 39. MFF w Cannes
- 1986 – Złota Nagroda Filmu Niemieckiego (za najlepszy film fabularny)
- 1986 – Złota (dla B. Sukowej za najlepszą rolę pierwszoplanową)
- 1987 – Złota Nagroda od Gilde deutscher Filmkunsttheater (za film)